# Par de reyes
Par de reyes (en inglés: Pair of Kings) es una serie de televisión estadounidense de comedia, producida y transmitida por Disney XD. La serie se estrenó el 10 de septiembre de 2010 y finalizó el 18 de febrero de 2013, con las estrellas Mitchel Musso y Doc Shaw, quienes ya habían actuado juntos en otras series de Disney, tales como Hannah Montana y The Suite Life on Deck. El primer episodio se estrenó el 10 de septiembre de 2010 en Disney Channel. La serie era grabada delante de un público en vivo. El 20 de noviembre de 2010, Disney XD, anunció que Par de Reyes había sido renovada para una segunda temporada, que se estrenó el 13 de junio de 2011. En diciembre de 2011, la serie fue renovada para una tercera temporada. Sin embargo, Disney anunció que Musso sería reemplazado por el actor Adam Hicks, quien ya había trabajado con Disney en proyectos anteriores, como en Zeke y Luther. Desde la incorporación de Hicks al programa la audiencia -que se había mantenido estable durante las dos primeras temporadas- bajó significativamente. La tercera temporada se estrenó el 18 de junio de 2012. El 3 de noviembre de 2012, se anunció en la página de Twitter de Adam Hicks que Disney XD no renovaría Par de reyes para una cuarta temporada.

## Argumento
La serie sigue los pasos de dos mellizos de 16 años, Brady (Mitchel Musso) y Boomer (Doc Shaw). Brady y Boomer fueron criados por sus tíos en Chicago, y llevan una típica vida adolescente siendo molestados por sus compañeros de clases, hasta que Mason (Geno Segers), el Secretario Real del trono de la isla de Kinkow, llega a su escuela para informarles la verdad sobre su extraordinario linaje. Las vidas de estos sorprendidos mellizos están al borde de dar un giro drástico. Ahora, Brady y Boomer deben volver a la isla para reclamar el trono de una tierra cubierta de supersticiones y costumbres extrañas, tratando de no causar un caos total. Muy a menudo, sus esfuerzos reciben la ayuda de la adorable hija de Mason, Mikayla (Kelsey Chow), o se ven obstaculizados por Lanny (Ryan Ochoa), un primo disgustado que quiere ser rey y que intenta sabotear sus planes para poder ocupar el trono.
Los hermanos se trasladan a la isla ficticia de Kinkow para asumir su papel de co-reyes de la nación isleña, que tiene muchas costumbres y supersticiones extrañas, al tiempo que trata de no causar problemas. En realidad, se suponía que el gemelo mayor gobernaría solo, pero, dado que todos los registros que mencionaban cual de los dos (Brady o Boomer) era el mayor, los dos deben gobernar juntos. En el episodio final de la primera temporada, donde Brady y Boomer cumplen años, hubo una posibilidad de descubrir quién era mayor, pero el rollo que contenía la respuesta cayó en un volcán, por lo que nadie sabrá nunca quién tiene la antigüedad para ser el único gobernante.
En el estreno de la tercera temporada, Brady escucha a Mikayla hablando con su amiga Candace, y se entera de que Mikayla no va a salir con él porque lo encuentra demasiado inmaduro. Brady le deja una nota a Boomer, diciéndole que abandonará la isla y se dirigirá a Chicago hasta que sea lo suficientemente maduro como para salir con Mikayla. Cuando Boomer estaba a punto de tomar un globo de aire caliente para llevar a Brady de vuelta a Kinkow, se produjo una tormenta. La tormenta estaba a punto de destruir la isla. Mason, Mikayla, los aldeanos y los guardias debían traer a Boomer adentro. Lanny, en cambio, intentó matar a Boomer en la tormenta mientras Boomer intentaba atrapar a Brady. La tormenta pasó y, a la mañana siguiente, descubrieron un barco accidentado. Varias personas salieron del barco accidentado, incluido el Rey Boz (Adam Hicks) de Mindu. Los recién llegados contaron cómo su isla fue destruida por la tormenta y cómo se estrellaron en Kinkow. Los habitantes descubrieron que el Rey Boz tenía una marca de nacimiento en forma de Kinkow en su ombligo. Se descubrió que Boomer y Brady eran dos de un grupo de trillizos, no solo gemelos. Boz se perdió como un niño y posteriormente fue criado por simios. Más tarde, el rey y la reina de Mindu lo encontraron y lo criaron como a su propio hijo. En el final, Boz accidentalmente revive a Kaita al estornudar en él, que se enfrenta contra los reyes. Kaita es destruido en el volcán de la isla por Boomer y Boz con sus anillos y la ayuda de las tribus de la isla.

## Reparto

### Protagonistas
- Mitchel Musso como Rey Brady, Rey de Kinkow (Ex-Rey de Kinkow desde la 3.ª temp.)

Brady es uno de los dos protagonistas de la serie en las temporadas 1 y 2. Heredo la tez de piel de su padre. Él está enamorado de Mikayla. Él es más ilógico y en ciertas situaciones más graves que Boomer y que parece ser un tanto infantil. Él utiliza a menudo su historia de ser intimidado para ayudar a encontrar la manera de resolver un problema. Él toca la guitarra. Se mudó a Chicago en la temporada 3, después de que escuchó a Mikayla decir que él era inmaduro, y que nunca madurará, siempre y cuando él sea un rey. Tras su salida del show el índice de audiencia disminuiría masivamente.
- Doc Shaw como Rey Boomer, Rey de Kinkow

Boomer es uno de los tres protagonistas de la serie. Heredó la tez de piel de su madre. Boomer tiene momentos de descuido y rara vez es grave, a diferencia de su hermano Brady, pero en la temporada 2, empieza a comportarse de una manera un poco más responsable y valiente. En la temporada 3, todavía se está acostumbrando a tener otro hermano y se ha convertido en la voz de la razón entre él y Boz. En la tercera temporada se reveló que conocía el ballet. También abrió su propio club llamado "Boomerama" en la Temporada 3. En el episodio "Bond of Brothers", se revela que "Boomer" es de hecho un apodo, pero Boomer se ve interrumpido antes de revelar su verdadero nombre.
- Adam Hicks como Rey Boz, Rey de Kinkow/Mindu

Boz es uno de los dos protagonistas de la serie en la temporada 3. Él es el hermano trillizo perdido de Brady y Boomer que se perdió en una tormenta en Kinkow hace 17 años. Fue criado por los monos hasta que tenía diez años, tras lo cual fue encontrado y adoptado por el rey y la reina de la isla de Mindu. Le desagrada Mikayla porque se parece a su exnovia. Tiende a actuar como un mono real de vez en cuando, haciéndolo salvaje e impredecible. Boz también posee el poder de conversar con los animales, como se ve cuando salva a Boomer y Mikayla de un gorila. Está bastante claro en los primeros episodios de la temporada 3, que de los trillizos, Boz es el más inteligente. También es el único que parece tener al menos inteligencia promedio, si no más. En "Sé lo que hiciste el domingo pasado", se reveló que, en un intento de buscar refugio, desatascó el desagüe de Mindu que causó que la isla se hundiera rápidamente.
- Kelsey Chow como Mikayla Makoola, Asistente Real

Mikayla es la única hija de Mason, quien asiste a los mellizos. Ella es valiente y puede manejar cualquier cosa, especialmente desde que ha heredado las habilidades de combate de su padre. Mikayla es la clase de persona que todo le dice al rey que es lo que necesitan saber, no solo lo que quieren oír. Brady se siente atraído por ella, pero ella lo rechaza de forma continua cuando él quiere salir con ella. En el final de la temporada 2, Mikayla cree que podría haber estado con Brady después de tener un sueño de ellos besándose. Ella cuestiona esto y, finalmente, le da un beso que le rompe a partir de un hechizo colocado en él por el malvado rey. En el primer episodio de la temporada 3, Brady la escucha diciendo a su amiga Candace que ella no saldría con Brady, a menos que él crezca, lo que resultó en Brady dejando Kinkow.
- Ryan Ochoa como Lanny, Principe de Kinkow

Lanny es el primo malvado de Brady, Boomer y Boz, quien era el heredero del trono hasta que Boomer y Brady aparecieron. Por lo general pasa su tiempo tratando de pensar en maneras de asesinar a Brady y Boomer e intenta provocarles problemas. Mientras que al principio indiferente a Lanny, los reyes han acumulado una cantidad inexplicablemente de gran amor y confianza para él y para mala interpretación de cualquier acción que se ve como que tratar de ayudarlos. Cuando Brady deja a Kinkow, Lanny le quita el anillo de rey a Mikayla, para que Mikayla le devuelva un favor. En el episodio de la temporada 3 "O Lanada", Boomer y Boz le dan a Lanny la nación insular de Lanada sin darse cuenta de que la tumba productora de oro de Kinkow vive allí. Al final, Lanny mantiene a Lanada. Cuando Lanny quiso donar su saliva para restaurar a Kaita el Bat-Rider, el Pueblo de la Tarántula planeó tomar la saliva de Lanny por la fuerza frente a Mikayla. Después de que Kaita, el Bat-Rider, es restaurado y Mikayla confronta a Lanny por sus acciones, Lanny declara que es hora de pedirle su favor y quiere que ella guarde silencio sobre su traición. Sin embargo, en la batalla, Lanny decide ayudar al reino mediante la destrucción de los zombis usando un canon. Pronto descubrió que Kinkow es su verdadero hogar y decide ser amable.
- Geno Segers como Mason Makoola, Consejero Real - Jefe de Seguridad

El consejero real fuerte y valiente y leal amigo de los padres de los reyes. Él es el padre excesivamente protector de Mikayla y siempre amenaza a cualquier chico que intente invitarla a salir, incluido el Rey Brady (Mikayla revela que la sobreprotección de su padre es la razón por la que tuvo que asistir a su fiesta de graduación con una cebra para su cita). A menudo es apodado "Sasquatch".

### Recurrentes
- Yamakoshi (con la voz de Vincent Pastore) - Es la mascota pez de cien años de edad y único amigo de Lanny, a pesar de que están constantemente en peleando. Él es malévolo y de perpetuo mal humor. Parece que Yamakoshi es la intrigante verdad contra Brady y Boomer, aunque se limita a una pecera hace lo que sea imposible llevar a cabo sus planes sin Lanny. Sorprendentemente, nadie más que Lanny puede entender a Yamakoshi cuando habla, a pesar de que él le ha gritado a los reyes en dos situaciones de amenaza por la vida. En la temporada 2 del final de 1 hora "The Evil King", se revela que Yamakoshi en realidad es Kalakai, el gemelo malvado de Malakai, primer rey de Kinkow, que se transformó en un pez por su hermano. Él recuperó su forma humana cuando las lunas gemelas aparecieron en el cielo y él engañó a Lanny en colocar en el castillo el trono del mal, que restableció su verdadera forma, siempre y cuando no saliera de su castillo, que daría lugar a la activación maldición de nuevo. Sin embargo, fue derrotado por Brady y Boomer, y cayó en el río, que lo hizo salir de su castillo, y cambiar de nuevo a su forma de pez. Entonces, volvió a ser mascota de Lanny.

- Chamán (James Hong) - primer anciano de la Isla de Kinkow y el chamán, que aprendió de todo, desde Kinkow Community College y es el tipo que va a los reyes, a pesar de que abiertamente no le gusta. En el episodio de la tercera temporada "Mysteries of Kinkow", su verdadero nombre se revela en el programa de televisión Mysteries of Kinkow cuando fue entrevistado por Candace. Su esposa lo echa en la primera parte del final de la serie después de que se burla de su cocina en la televisión. En la tercera parte, abandonó la isla y se fue a Las Vegas para convertirse en taxista.

- Personas Tarántula - Una tribu de personas que son antagonistas recurrentes de la serie. Ellos residen en el lado oscuro de Kinkow y con frecuencia han atacado a los Reyes.

- Los piratas ROBO Un ejército de soldados robot dirigido por los cyborgs del (los piratas ROBO), pero enigmáticamente controlada por el misterioso señor Devin Darkus (Gordon)

- Candace (Brittany Ross) - Candace es la amiga ingenua y bastante chismosa de Mikayla. Ella era la estudiante más popular de la escuela de Mikayla. Ella es una chica, que ama a los chismes. Ella incluso tiene su propio programa de televisión acerca de los chismes. Candace es arrestada por Mikayla en el final de la serie después de casi causar la destrucción de Kinkow.

- Hibachi (Martin Klebba) - Un matón enano con 6 dedos en cada pie, que era el Kahula de la playa Shredder antes de que Boomer y Brady lo derrotaron en un concurso de surf sobre quién sería el Kahula y se descubrió que él hizo trampa para ganar, La Playa Shredder una playa peligrosa en Kinkow donde los mejores surfistas mandan y ni siquiera los reyes tienen jurisdicción. También hace una aparición en el equipo Junga ball de Boomer, y como portero en el club de Brady.

- Rebecca "Asombrosa" Dawson (Logan Browning) - El interés amoroso de Boomer en la escuela que piensa que ella dijo que sí para ir al baile con él. Terminan bailando de todos modos. También llega a la isla para una cita con Boomer. Cuando visitó Kinkow en "An Ice Girl for Boomer", se la llevó un hombre de las cavernas celoso pero fue rescatada por Boomer y la novia del hombre de las cavernas. Luego reaparece y vuelven a estar juntos en el episodio de la temporada 3 "Bond of Brothers". En "Meet the Parents", se revela que el padre de Rebecca era un chamán exiliado del pueblo de Tarántula que formaba parte de un grupo que no estaba de acuerdo con las formas violentas de su gente. El padre de Rebecca buscó refugio con los padres de Boomer que los ayudaron a escapar a Chicago. Con el fin de mantenerla a salvo después de una pelea contra la gente de la tarántula, su padre y Boomer usaron amnesia en polvo para que olvidara todo sobre Kinkow y su relación con Boomer. Sin embargo, Rebecca encontró el Medallón de Murciélago que Boz escondió en su casa del Pueblo de Tarántula. El Bat Medallion termina arrastrando a Rebecca a Kinkow. El polvo de amnesia desaparece en Rebecca cuando abandona Kinkow y ella salta del globo. Rebecca decide quedarse para ayudar al ejército de Kinkow a ayudar a luchar contra las fuerzas de Kaita, el Bat-Rider. Después de la pelea con Kaita, Boomer y Rebecca reavivan su relación.

- Oogie (Doug Brochu) - Un Flaji que se hace amigo de Boomer, poniendo a Brady celoso. Ellos piensan erróneamente que es un caníbal, pero resulta ser vegetariano. Después de que los reyes le piden disculpas, que todavía no puede dejar que Mason lo arruine (que aún creía que era un caníbal). Más tarde se enamora de una Hada de Tierra, llamada Priscilla (interpretada por Jennifer Stone).

- Poopalay (Ben Geroux) - Una criatura peluda, que se hizo amigo de Brady y Boomer. Empieza bien, pero se pone peor cuando lo comienzan a dejar de lado y se convierte en una bestia grande y secuestra a los reyes en el proceso. También hace una aparición en el equipo Junga ball de Boomer.

### Estrellas invitadas
- Aerosol (Leslie-Anne Huff) - Una sirena naranja de mal, quien es la líder de las sirenas. Ella quiere derrocar a los reyes y robar el castillo. En el episodio "A Mermaid's Tail" que casi tuvo éxito cuando los reyes le dieron sus pies y ella los traicionó, pero fue frustrado cuando la rociaron con agua de mar, y se transforma de nuevo en una sirena junto con sus amigas: Amazonia (la sirena azul), Iman (la sirena rosada), Ammonia (la sirena de oro) y Anomatopoeia (la sirena amarilla).

- Amazonia (Madison Riley) - Una sirena alta, ignorante, con una cola azul, que disfruta de todo lo que tiene que ver con los pies. Ella se enamoró de Lanny en el episodio "A Mermaid's Tail".

- Atog the Giant (The Great Khali) - Un ser humano de 7 pies de altura que fue impugnado por el Rey Brady y Rey Boomer a un duelo.

- Chauncy (Davis Cleveland) - El líder del grupo de suricatos de amigo de la escuela y de Boomer.

- Hilo Tutuki (Tyrel Jackson Williams) - Un niño que fue rey por un día cuando los reyes deciden tener un rey para un concurso de día y Hilo Tutuki gana.

- Tough Poet (Walter Emanuel Jones) - Un isleño que escribió un poema sobre su madre y el anfitrión de la Poetry Slam.

- Parrot (con la voz de John Tartaglia) -

- Lucas (Doc Shaw) - El exnovio de Mikayla que siempre fue su novio, ya que nunca se realizó el ritual de dumping Kinkowian.

- Priscilla (Jennifer Stone) - Ella es un Hada de Tierra y el interés amoroso de Oogie.

- El Chef de cabecera (Dwight Howard) - Él es el chef de cabecera del rey, pero deja de serlo después de los reyes con rudeza querían un pastel de carne. Él recuperó su trabajo después de ayudar a defenderse de un gigante ogro, pero decidió abandonar la isla y jugar al baloncesto profesional y luego Boomer dijo en una referencia en el final "¿Quién se cree que es, Dwight Howard?"

- Tía Nancy (Tichina Arnold) - La tía materna de los hermanos.

- Tío Bill (John Eric Bentley) -  El tío materno de los hermanos.

- Tito  (Karan Brar) - El niño de mindu que amenaza a Boz para darle el club de Boomer Boomerama. Al final, es arrestado por Mason.

## Acerca de Kinkow
Kinkow es una isla ficticia (Que fue descubierta por el Capitán Vicente y su tripulación de vagabundos) en el Océano Pacífico. Kinkow tiene un lado claro y un lado oscuro debido a una lucha de poder de varios siglos. Hay muchas criaturas ficticias que viven en la Isla de Kinkow.
Hubo algunos lugares conocidos en Kinkow:
- Palacio Real - Aquí es donde vive la Familia Real de Kinkow.

- The Dead Parrot: un restaurante de temática pirata en el que trabajan Two Peg y su hijo No Beard.

- Cavernas Squonk: una serie de cuevas subterráneas donde viven los Squonks.
- Cueva de Hielo - Una cueva helada de "An Ice Girl for Boomer" donde dos personas de la cueva fueron originalmente congeladas antes de que una ola de calor los descongelara.

- Lightning Grove: un área en el lado oscuro de Kinkow que tiene tormentas eléctricas a medianoche.

- Monte Spew - El volcán de la isla.

- Lanada - Boomer y Boz le dieron a Lanny una pequeña isla en el río principal de Kinkow en el episodio "O Lanada".

- Kings 'Peak - La única montaña cubierta de nieve en Kinkow, habitada por una tribu de Yetis.

- Skull Lagoon: el lugar donde la gente de Tarántula tomó a Brady y Boomer en el episodio "Cómo conocí a tu hermano".

- Jungla: la jungla que rodea el palacio. Está poblada por tribus como la gente de Tarántula, así como por una gran variedad de vida silvestre, entre la cual hay insectos, loros, cocodrilos, tigres, serpientes, rinocerontes, elefantes y monos.

Kinkow también incluye algunas islas que ayudan a conformarla como nación insular:
- Córnea - Una isla que está habitada por Triclopes.

- Kippi Kippi - En "Par de genios", Mikayla mencionó que tiene un nuevo hospital. En "Junga Ball", el equipo Junga Ball de Kippi Kippi tiene algunos dragones en su equipo.

- Lakuna: en "Par de genios", Mikayla mencionó que allí se estaba construyendo una universidad.

- Mindu -El origen de la isla de Boz. Se hundió en el mar después de una tormenta y la mayoría de sus habitantes se trasladó a Kinkow.

- Sununu - Una isla que está gobernada por las reinas gemelas Hesta y Desta. Las aguas alrededor de Sununu contienen un pulpo gigante. Kinkow y Sununu nunca se han hablado. En cierta ocasión fue afectada por una maldición de estupidez hasta que Boomer y Brady rompieron la maldición.

- Tres islas sin nombre.

## Episodios
| Temporada | Episodios | USA                      | USA                   | Hispanoamérica           | Hispanoamérica           | España                  | España                  |
| Temporada | Episodios | Comienzo                 | Final                 | Comienzo                 | Final                    | Comienzo                | Final                   |
| --------- | --------- | ------------------------ | --------------------- | ------------------------ | ------------------------ | ----------------------- | ----------------------- |
| 1         | 21        | 10 de septiembre de 2010 | 2 de mayo de 2011     | 5 de diciembre de 2010   | 21 de agosto de 2011     | 30 de diciembre de 2010 | 19 de octubre de 2011   |
| 2         | 24        | 13 de junio de 2011      | 16 de abril de 2012   | 19 de diciembre de 2011  | 27 de julio de 2012      | 17 de diciembre de 2011 | 20 de agosto de 2012    |
| 3         | 22        | 18 de junio de 2012      | 18 de febrero de 2013 | 24 de septiembre de 2012 | 10 de septiembre de 2013 | 4 de octubre de 2012    | 18 de diciembre de 2013 |

## Especiales de TV
| Especial N° | Temporada N° | Episodio N° | Título              | Estreno en Estados Unidos | Estreno en Latinoamérica | Estreno en España       |
| ----------- | ------------ | ----------- | ------------------- | ------------------------- | ------------------------ | ----------------------- |
| 1           | 1            | 1/2         | Return of the Kings | 10 de septiembre de 2010  | 11 de diciembre de 2010  | 28 de enero de 2011     |
| 2           | 2            | 22/23       | Kings of Legend     | 13 de junio de 2011       | 19 de diciembre de 2011  | 17 de diciembre de 2011 |
| 3           | 2            | 1/2         | The Evil King       | 16 de abril de 2012       | 26 de julio de 2012      | TBA                     |
| 4           | 3            | 1/2         | The New King        | 18 de junio de 2012       | 24 de septiembre de 2012 | TBA                     |
| 5           | 3            | 66/67       | Long Live The Kings | 18 de febrero de 2013     | 10 de septiembre de 2013 | 18 de diciembre de 2013 |

## Producción

### Casting
Mitchel Musso y Doc Shaw retratan a los dos protagonistas masculinos, Boomer y Brady, los co-reyes de Kinkow. Después de la segunda temporada, Mitchel Musso se retiró del elenco principal, y fue reemplazado por Adam Hicks, que interpreta al hermano de los gemelos, el trillizo perdido, Boz. Después del estreno el 18 de junio de 2012, cualquier mención del Rey Brady (Mitchel Musso) fue eliminada por completo del sitio web de Par de reyes. 

### Ubicación de la grabación
La serie fue filmada en Sunset Gower Studios (que también alojó la producción de la primera temporada de That's So Raven).  